# Monete euro lettoni
     Zona euro
     UE appartenenti agli AEC II
     UE appartenenti agli AEC II con deroga
     UE non appartenenti agli AEC II
     Non UE che usano bilateralmente l'euro
     Non UE che usano unilateralmente l'euro
Le monete euro lettoni sono in circolazione dal 1º gennaio 2014.

## Storia
Questo paese baltico è membro dell'Unione europea dal 1º maggio 2004 e precedentemente all'adozione dell'euro utilizzava il Lats lettone.
La Lettonia, entrata nell'ERM II, aveva progettato inizialmente di entrare nell'eurozona il 1º gennaio 2008, ma in seguito la data è stata spostata al 1º gennaio 2014, avendo il governo lettone varato a novembre 2012 una serie di leggi, che dovevano essere approvate in tripla lettura, volte ad agevolare tale obiettivo. Le leggi hanno avuto approvazione definitiva il 31 gennaio 2013.
Il 4 marzo 2013 il governo lettone ha ufficialmente presentato al Consiglio dell'Unione europea la richiesta di adesione all'eurozona a partire dal 1º gennaio 2014. A seguito di tale richiesta, il 5 giugno 2013 la Commissione europea ha presentato la propria relazione sul rispetto dei criteri di convergenza (secondo i parametri del 28 febbraio 2013) e ha dato il suo parere favorevole all'adozione dell'euro da parte della Lettonia. A partire da questa relazione e da quella della Banca centrale europea, dopo aver acquisito i pareri del Consiglio europeo e del Parlamento europeo, il Consiglio dell'Unione europea (Ecofin) il 9 luglio 2013 ha adottato la decisione definitiva sull'adozione della moneta unica a partire dal 1º gennaio 2014 ed ha fissato il tasso irrevocabile di cambio tra Lats ed euro a 0.702804.

## Faccia nazionale
I disegni della faccia nazionale delle monete euro lettoni sono stati fatti da Laimonis Šēnbergs per i tagli da 1, 2, 5, 10, 20 e 50 centesimi e Guntars Sietiņš per i tagli da 1 e 2 euro; essi sono stati resi pubblici nel luglio 2006 sul sito della Banca Centrale della Lettonia. Essi prevedevano il Monumento alla Libertà di Riga sulla moneta da 2 euro, il volto di una fanciulla lettone sulla moneta da 1 euro, lo stemma della Lettonia completo sulle monete da 10, 20 e 50 centesimi, e lo stemma in formato semplice sulle monete da 1, 2 e 5 centesimi.
La faccia nazionale della moneta da 2 euro proposta inizialmente, il Monumento alla Libertà di Riga, è stata successivamente scartata per l'impossibilità di proporzionare adeguatamente l'immagine mantenendone la riconoscibilità. La moneta da 2 euro riporta quindi lo stesso volto di fanciulla lettone previsto per la moneta da 1 euro.
| € 0,01                             | € 0,02                            | € 0,05                                                                                   |
| ---------------------------------- | --------------------------------- | ---------------------------------------------------------------------------------------- |
|                                    |                                   |                                                                                          |
| Stemma semplificato della Lettonia |                                   |                                                                                          |
| € 0,10                             | € 0,20                            | € 0,50                                                                                   |
|                                    |                                   |                                                                                          |
| Stemma completo della Lettonia     |                                   |                                                                                          |
| € 1,00                             | € 2,00                            | Bordo 2 euro                                                                             |
|                                    |                                   | [ 11 ] [ 12 ]                                                                            |
| Ritratto di una fanciulla lettone  | Ritratto di una fanciulla lettone | "DIEVS SVĒTĪ LATVIJU" ("Dio benedica la Lettonia" in lettone) intervallato da tre stelle |

## Quantità monete coniate
|                                                                                     | Divisionali FDC | Divisionali FS | € 0,01      | € 0,02     | € 0,05     | € 0,10     | € 0,20     | € 0,50     | € 1,00     | € 2,00     |
| Circolanti                                                                          | Circolanti      | Circolanti     | Circolanti  | Circolanti | Circolanti | Circolanti | Circolanti |            |            |            |
| ----------------------------------------------------------------------------------- | --------------- | -------------- | ----------- | ---------- | ---------- | ---------- | ---------- | ---------- | ---------- | ---------- |
| 2014                                                                                | 30.000          | 5.000          | 120.000.000 | 80.000.000 | 50.000.000 | 40.000.000 | 35.000.000 | 25.000.000 | 30.000.000 | 20.000.000 |
| 2015                                                                                | 15.000/10.000   | 5.000          | *           | *          | *          | *          | *          | *          | *          | *          |
| 2016                                                                                | 5.000           | 0              | *           | *          | *          | *          | *          | *          | 10.000.000 | /          |
| 2017                                                                                | /               | /              | /           | /          | /          | /          | /          | /          | /          | /          |
| 2018                                                                                | 7.000           | 0              | *           | *          | *          | *          | *          | *          | *          | *          |
| 2019                                                                                | 7.000           | 0              | *           | *          | 15.000.000 | *          | *          | *          | *          | *          |
| 2020                                                                                | 7.000           | 0              | *           | *          | *          | *          | *          | *          | *          | *          |
| 2021                                                                                | 7.000           | 0              | *           | *          | *          | *          | *          | *          | *          | *          |
| 2022                                                                                | 7.000           | 0              | *           | *          | *          | *          | *          | *          | *          | *          |
| 2023                                                                                | 0               | 0              | *           | *          | 15.000.000 | *          | *          | *          | *          | *          |
| 2024                                                                                | 6.000           | 0              | *           | *          | *          | *          | *          | *          | *          | *          |
| / = non emessa, ? = finora sconosciuto, * = emessa solo nelle divisionali ufficiali |                 |                |             |            |            |            |            |            |            |            |

## 2 euro commemorativi
| Immagine | Anno | Tema                                                                                            | Tiratura  | Emissione         | Incisore                          |
| -------- | ---- | ----------------------------------------------------------------------------------------------- | --------- | ----------------- | --------------------------------- |
|          | 2014 | Riga, capitale europea della cultura                                                            | 1.005.000 | 12 agosto 2014    | Henrihs Vorkals e Jānis Strupulis |
|          | 2015 | Presidenza lettone del Consiglio europeo                                                        | 1.025.000 | 10 febbraio 2015  | Gunārs Lūsis e Jānis Strupulis    |
|          | 2015 | 30º anniversario della Bandiera europea (emissione comune)                                      | 1.010.000 | 3 novembre 2015   | Georgios Stamatopoulos            |
|          | 2015 | Natura in pericolo - la Ciconia nigra                                                           | 1.000.000 | 1º dicembre 2015  | Olga Šilova                       |
|          | 2016 | Produzione casearia nazionale - Latvian Brown (la più nota razza di mucca da latte in Lettonia) | 1.015.000 | 19 luglio 2016    | Gunārs Lūsis                      |
|          | 2018 | 100º anniversario della fondazione degli stati baltici indipendenti                             | 512.000   | 31 gennaio 2018   | Justas Petrulis                   |
|          | 2019 | Stemma della Lettonia                                                                           | 300.000   | 17 settembre 2019 | Ivars Drulls                      |
|          | 2020 | Ceramica della Letgallia                                                                        | 400.000   | 5 ottobre 2021    | Jānis Strupulis                   |
|          | 2021 | 100º anniversario del riconoscimento ‘de iure’ della Repubblica di Lettonia                     | 400.000   | 5 ottobre 2021    | Zane Ernštreite                   |
|          | 2022 | 100º anniversario della Banca di Lettonia                                                       | 400.000   | 12 aprile 2022    | Reinis Pētersons                  |
|          | 2022 | 35º anniversario dell'istituzione del Progetto Erasmus (emissione comune)                       | 300.000   | 1º luglio 2022    | Joaquin Jimenez                   |
|          | 2023 | Slava Ukraini                                                                                   | 415.000   | 30 maggio 2023    | Krišs Salmanis                    |
|          | 2024 | Puzuris, tipiche decorazioni                                                                    | 413.000   | 21 novembre 2024  | Ieva Krūmiņa                      |

### Serie

#### Regioni storiche
Nel 2016 la Lettonia ha iniziato la serie commemorativa dedicata alle sue regioni storiche, visto che nel 2018 c'è stato il 100º anniversario dell'indipendenza:
| Immagine | Anno | № | Tema      | Tiratura  | Emissione         | Incisore          |
| -------- | ---- | - | --------- | --------- | ----------------- | ----------------- |
|          | 2016 | 1 | Livonia   | 1.010.000 | 15 novembre 2016  | Laimonis Šēnbergs |
|          | 2017 | 2 | Curlandia | 537.000   | 14 novembre 2017  | Laimonis Šēnbergs |
|          | 2017 | 3 | Letgallia | 537.000   | 14 novembre 2017  | Laimonis Šēnbergs |
|          | 2018 | 4 | Semgallia | 507.000   | 26 settembre 2018 | Laimonis Šēnbergs |